# Ansaldo
Ansaldo era una società industriale, sorta a Sampierdarena (oggi quartiere di Genova) nel 1853 con la ragione sociale di Gio. Ansaldo & C. società in accomandita semplice. Nel 1993 confluì nel gruppo Finmeccanica (ora Leonardo).

## Storia della società

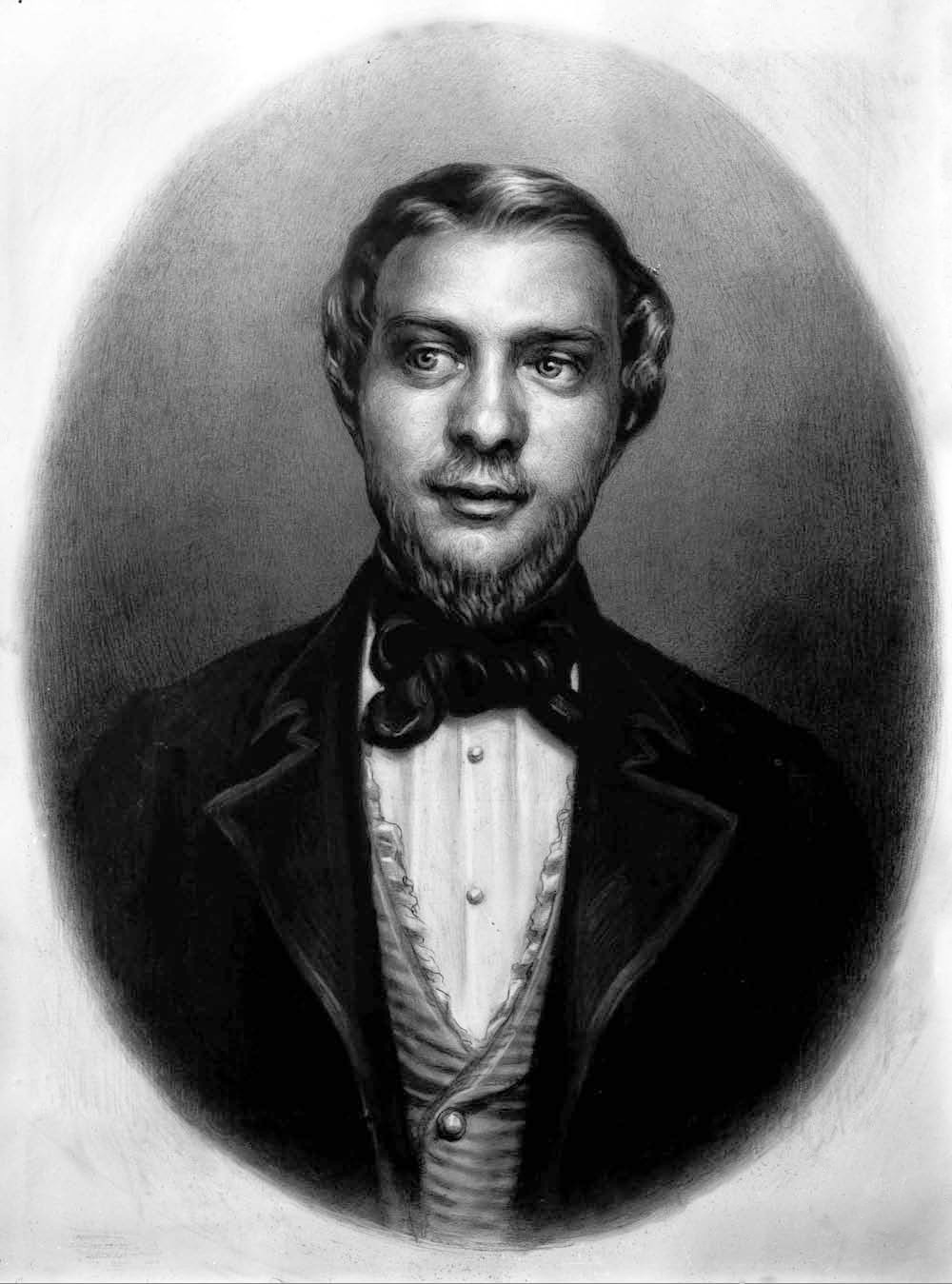
Giovanni Ansaldo nel 1853

Locomotiva Sampierdarena

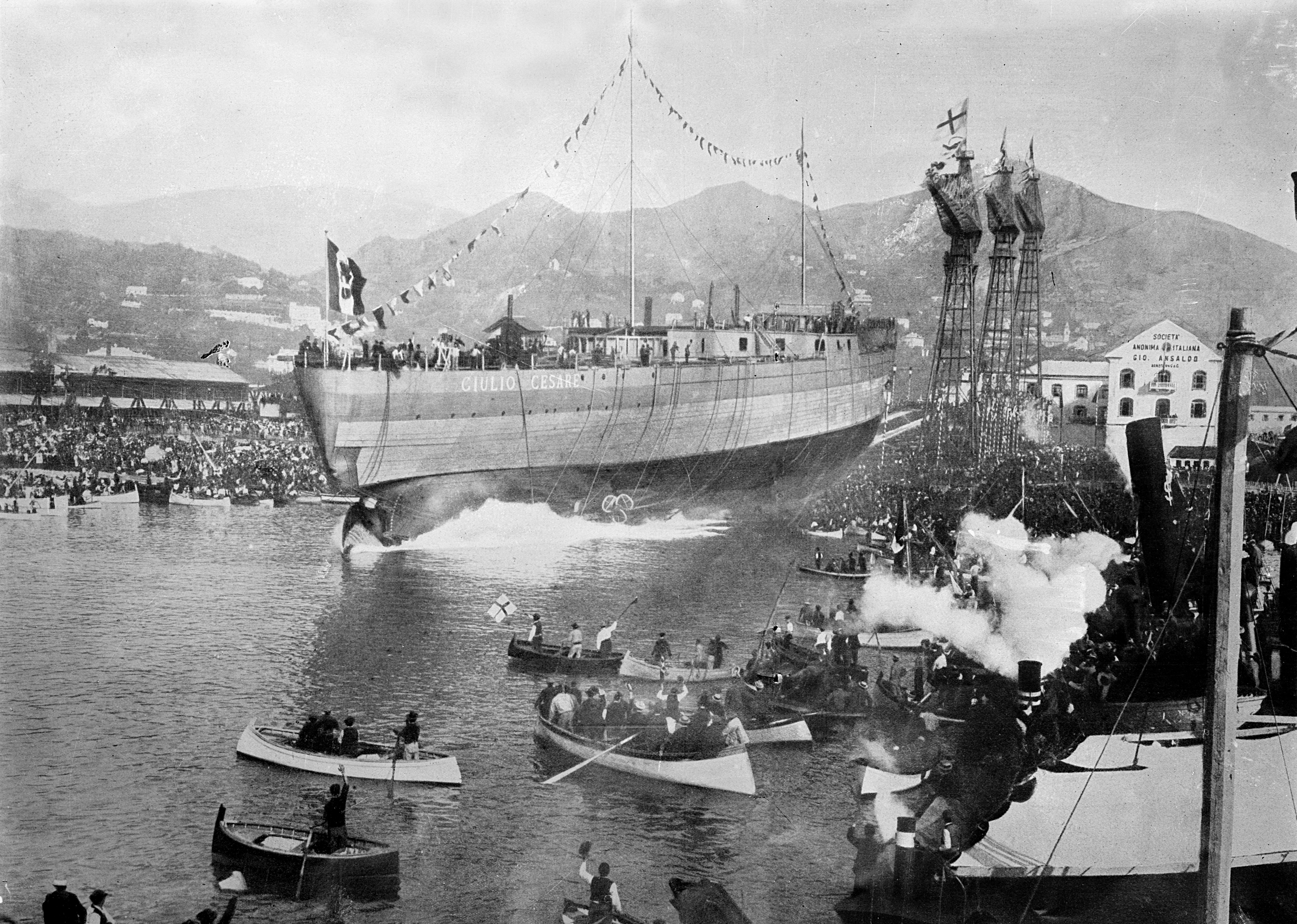
Il varo della corazzata Giulio Cesare a Sestri Ponente il 15 ottobre 1911

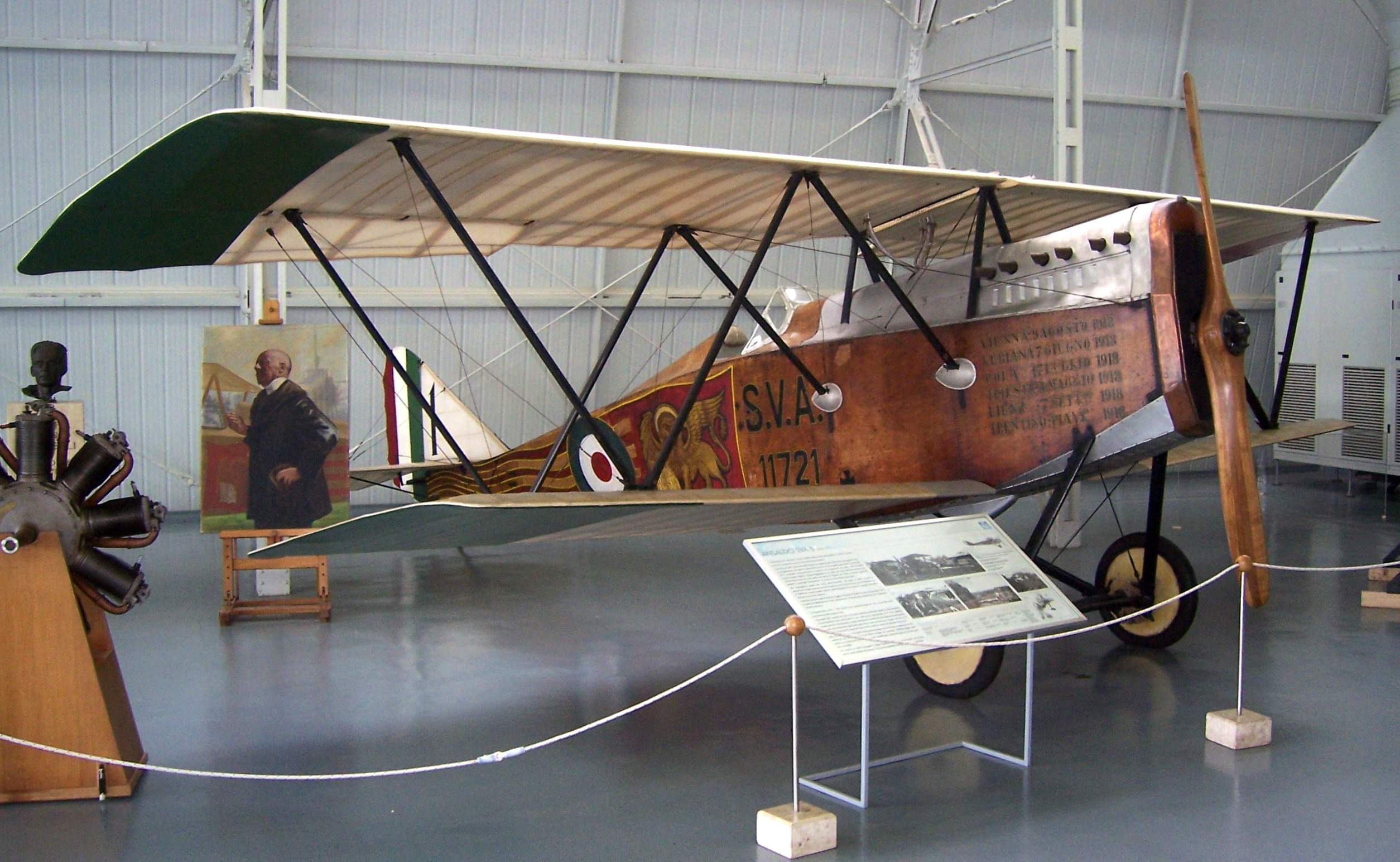
Ansaldo SVA 5 conservato presso il Museo storico dell'Aeronautica Militare di Vigna di Valle

### La Taylor & Prandi
L'azienda nacque per interessamento del governo sabaudo, con lo scopo di sviluppare un'industria nazionale per la produzione di locomotive a vapore e materiale ferroviario, settore allora completamente dipendente da importazioni straniere. L'operazione fu fatta sulle macerie delle strutture della Taylor & Prandi, azienda meccanica fondata nel 1846, nata anch'essa grazie a finanziamenti dello stato piemontese: le condizioni finanziarie dettate dal governo furono tuttavia molto rigide e penalizzanti. A ciò peraltro non seguirono ordinazioni del governo adeguate a sostenere lo sviluppo dello stabilimento: la decisione di non intervenire a favore dell'economia locale rientrava nella più ampia politica liberista piemontese, al contrario invece di quanto accadeva in molti altri stati che favorivano con massicce ordinazioni le industrie nazionali. Queste ragioni, assieme ad una serie di divergenze dei due fondatori portarono alla chiusura dello stabilimento, che lasciò oltretutto un pesante debito verso lo stato.

### L'era Bombrini
Nel 1852 il ministro Cavour favorì la nascita di una solida compagine imprenditoriale genovese, composta dal banchiere Carlo Bombrini, dall'armatore Raffaele Rubattino e dal finanziere Giacomo Filippo Penco, alla quale promise commesse statali. La direzione fu affidata dai soci al giovane e brillante ingegnere meccanico Giovanni Ansaldo, docente dell'Università di Genova. Alla fondazione la compagnia aveva capitale sociale di 1 110 000 lire, di cui 300 000 sarebbero stati versati in contanti, mentre 810 000 erano rappresentati dalla valutazione di capannoni, terreni e attrezzature, corrispondenti peraltro con il debito della Taylor & Prandi con lo stato.
La Sampierdarena, prima locomotiva a vapore costruita nel regno di Sardegna e di progettazione interamente italiana, uscì dalle officine dell'Ansaldo nel 1854, per essere collaudata personalmente da Giovanni Ansaldo. Tra il 1854 e il 1860 le officine producono 18 locomotive, di cui 14 per le ferrovie dell'Italia settentrionale e 2 per quelle dell'Italia centrale , aggiungendosi ai fornitori esteri coi quali riuscivano a gareggiare in mancanza di un regime protezionistico grazie a tempi di consegna leggermente più brevi ed un minor costo della manodopera
Nel 1859 venne nominato direttore generale Luigi Orlando su suggerimento dello stesso Cavour.
Nel 1860 il gruppo Ansaldo inizia la sua attività cantieristica, facendo il salto di qualità in tale attività nel 1886 con l'acquisizione del cantiere Cadenaccio trasferendo a Sestri Ponente il suo stabilimento meccanico inaugurando la stagione della navi a vapore con gli scafi in ferro. Inserita nella struttura del cantiere Ansaldo c'era anche l'Officina Allestimento Navi, sorta nella zona ampliata del porto per una scelta industriale precisa, quella di varare gli scafi nudi per poi allestire le navi in banchina, con una scelta innovativa che sgomberava rapidamente gli scali che restavano così a disposizione delle nuove costruzioni.
Negli anni 1860-61 il numero del personale impiegato arriva a circa 1 000 persone: all'esposizione industriale di Firenze del 1861 l'Ansaldo può mettere in mostra la macchina a vapore più potente dell'esposizione, mentre la qualità delle lavorazioni delle officine viene lodata da tutto l'ambiente tecnico italiano, in particolare dall'ingegnere Giuseppe Colombo, che però lamenta uno scarso impegno dello stato Sabaudo nel creare commesse per l'industria nazionale di entità sufficiente a farla accrescere.
Con l'unità d'Italia, l'Ansaldo vede ulteriormente aumentare la concorrenza nel settore ferroviario, già prima elevata per via delle politiche liberiste piemontesi: grazie ad un decreto del 1863 viene assegnato il monopolio della fornitura di materiale ferroviario delle ferrovie meridionali alle Officine di Pietrarsa, escludendo di fatto l'Ansaldo dal mercato dell'ex Regno delle Due Sicilie. In quegli anni l'Ansaldo amplia il suo mercato, specializzandosi sotto la direzione di Luigi Orlando nella produzione bellica di cannoni e nella produzione di motori navali grazie alle ricerche di Eugenio Barsanti.
Nel 1871 cessò, tuttavia, la produzione di locomotive, dopo averne prodotte ottanta esemplari.
Tornata nelle mani di Carlo Bombrini, l'azienda espande ulteriormente la produzione navale, un settore divenuto strategico.
Furono aperti nuovi cantieri e nuovi stabilimenti a Sampierdarena, acciaierie, fonderie ed officine elettriche che partivano dalla sede originaria per giungere fino a Campi, Cornigliano e Sestri Ponente. In breve Ansaldo divenne un'industria con oltre 10 000 dipendenti ripartiti in sette stabilimenti.
Bombrini era anche (e soprattutto) il direttore della Banca Nazionale negli Stati Sardi. Perciò il fatto che la Banca Nazionale facesse prestiti all'Ansaldo configurava un conflitto d'interessi.

### L'era Perrone
Nel 1902 il controllo dell'azienda passò a Ferdinando Maria Perrone e l'attività cantieristica venne orientata alla produzione militare e nel 1903 l'Ansaldo si accordò con la W. G. Armstrong Whitworth & C. Ltd., proprietaria dello stabilimento di artiglieria di Pozzuoli, dando vita alla Società Gio Ansaldo Armstrong & Co., un complesso industriale con una capacità di impiego di 16.000 operai. Perrone nel 1884 si era trasferito in Argentina dove si era affermato come imprenditore e aveva svolto il ruolo di rappresentante dell'Ansaldo, per la quale nel 1895 aveva venduto l'incrociatore corazzato "Garibaldi" alla Armada Argentina.

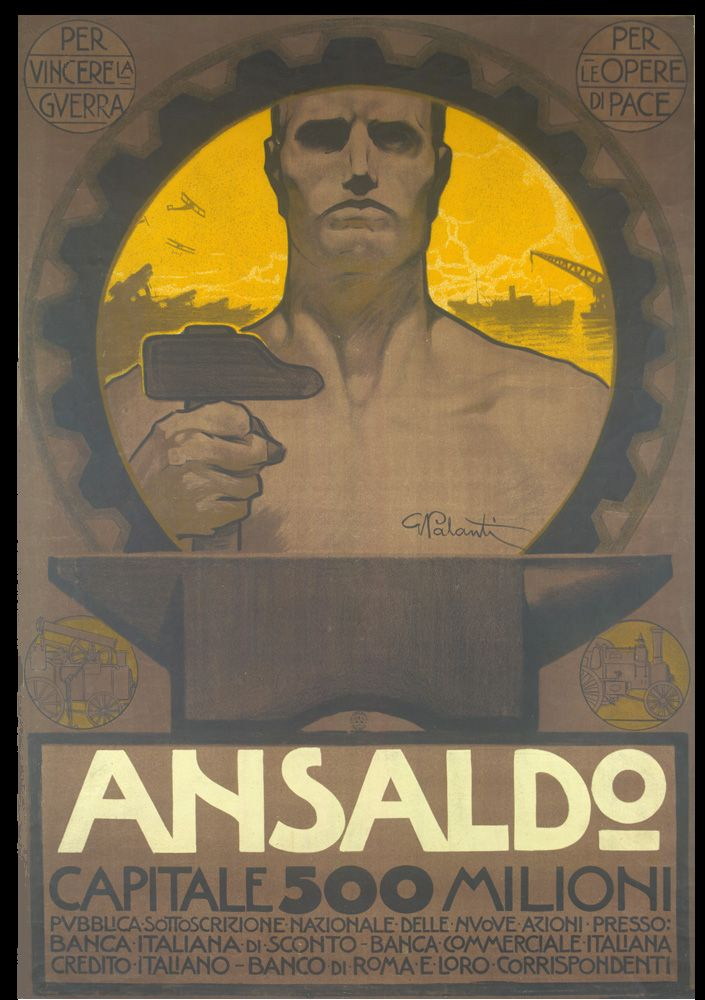
Pubblicità Ansaldo del 1918 opera di Giuseppe Palanti

Nel 1904 Ferdinando Maria Perrone divenne proprietario dell'Ansaldo e, con i figli Mario e Pio, legò il nome Perrone alla storia della società. Durante il primo ventennio del XX secolo Ferdinando Maria lavorò per realizzare una completa autonomia produttiva per l'Ansaldo sia nel campo siderurgico, sia in quello degli armamenti, meccanico e marittimo, grazie ad una forte integrazione verticale e grazie alla congiuntura bellica. Gli stabilimenti salirono a dieci, con 17 000 dipendenti.
Nel 1912 l'accordo stipulato con la Armstrong venne sciolto e l'Ansaldo riassunse la precedente ragione sociale.
Tra le realizzazioni di quel periodo della cantieristica Ansaldo la costruzione di alcuni incrociatori corazzati della classe Garibaldi e della corazzata Giulio Cesare.
In questi anni l'Ansaldo si legò strettamente agli ambienti nazionalisti e irredentisti, e conseguentemente si avvicinò all'apparato militare, diplomatico e finanziario francese. In particolare ricorreva massicciamente al finanziamento della Banca Italiana di Sconto, nella quale era rilevante il capitale francese.
Nel 1914 il capitale sociale è di 30 milioni di lire, nel 1918 arriva a 500 milioni di lire, grazie ai ricavi ottenuti dalla produzione del 46% di tutta l'artiglieria costruita in Italia durante la guerra, 3 000 aerei, 1 574 motori aeronautici, 96 navi da guerra, 200 000 t di naviglio mercantile e 10 milioni di munizioni. In questo momento l'Ansaldo era la più grande impresa italiana.
Nel 1918 l'Ansaldo arriva a impiegare 80 000 addetti, in decine di stabilimenti e società controllate tra le quali: A. Cerpelli & C., Banca Industriale Italiana, Cantieri Officine Savoia per motori diesel di Cornigliano, Dinamite Nobel, Gio.Fossati & C., Lloyd Italico, Nazionale di Navigazione, Fabbrica Aeroplani Ing. O. Pomilio, Società Idroelettrica Negri, S.P.A., Transatlantica Italiana, S.A. Ansaldo.
Nel 1920 circa inizia il sodalizio con la ditta Berta Autotrasporti di Cornigliano, società che si rivelerà vitale per l'esistenza dell'Ansaldo, avendo trasportato forse la maggior parte dei prodotti provenienti e destinati a quest'ultima in qualsiasi parte d'Italia per quasi un secolo.
Dopo la disfatta di Caporetto, in cui l'esercito italiano aveva perso una parte importante delle proprie artiglierie, l'Ansaldo inviò immediatamente i cannoni disponibili sulla linea del Piave, prima ancora che vi arrivassero le truppe in ritirata, per organizzare la linea di resistenza. L'episodio fu ampiamente utilizzato a scopo di propaganda aziendale. 
La guerra aveva reso ancora più stretti i rapporti fra Ansaldo e Banca di Sconto, entrambe controllate dalla famiglia Perrone. La fine della guerra, intanto, aveva creato il problema della riconversione dell'industria bellica in industria di pace, riconversione che richiedeva notevoli capitali. Il Banco di Sconto non aveva tutti i capitali necessari, allora i Perrone tentarono la scalata alla Banca Commerciale Italiana. Tuttavia la COMIT resistette all'assalto e il tentativo di creare un complesso industrial-finanziario dei Perrone fallì nel 1920. Il crollo della Banca di Sconto nel dicembre 1921, dopo alcune operazioni disperate e poco limpide, lasciò l'Ansaldo senza finanziamenti e anch'essa in crisi. Il direttore della Banca d'Italia Bonaldo Stringher, sulla base dei documenti contabili della Banca di Sconto, pretese le dimissioni dei fratelli Pio e Mario Perrone anche dall'Ansaldo. Nel 1921, con le dimissioni dall'Ansaldo, i Perrone cessarono ogni impegno in campo industriale continuando, soprattutto, nell'attività editoriale.

### Gli anni venti
L'Ansaldo fu rilevata dal Consorzio Sovvenzioni, promosso dalla Banca d'Italia e poi trasformato in Istituto di Liquidazioni.
In seguito alla grande depressione del 1929 che penalizzò fortemente l'economia mondiale nella prima metà degli anni trenta e all'incapacità dell'azienda di riconvertire la propria produzione bellica a quella civile, l'Ansaldo non si poté sottrarre al fallimento nel 1932.
L'azienda dopo la conclusione del primo conflitto mondiale aveva provato a produrre materiale ferroviario, aeroplani e persino automobili aprendo il suo mercato verso il Messico e la Polonia, paesi che sfortunatamente dopo pochi mesi precipitarono in una crisi di insolvenza e portarono in breve tempo al declino l'impresa italiana, coinvolgendo nel suo fallimento anche la Banca Italiana di Sconto (BIS).

### La gestione IRI

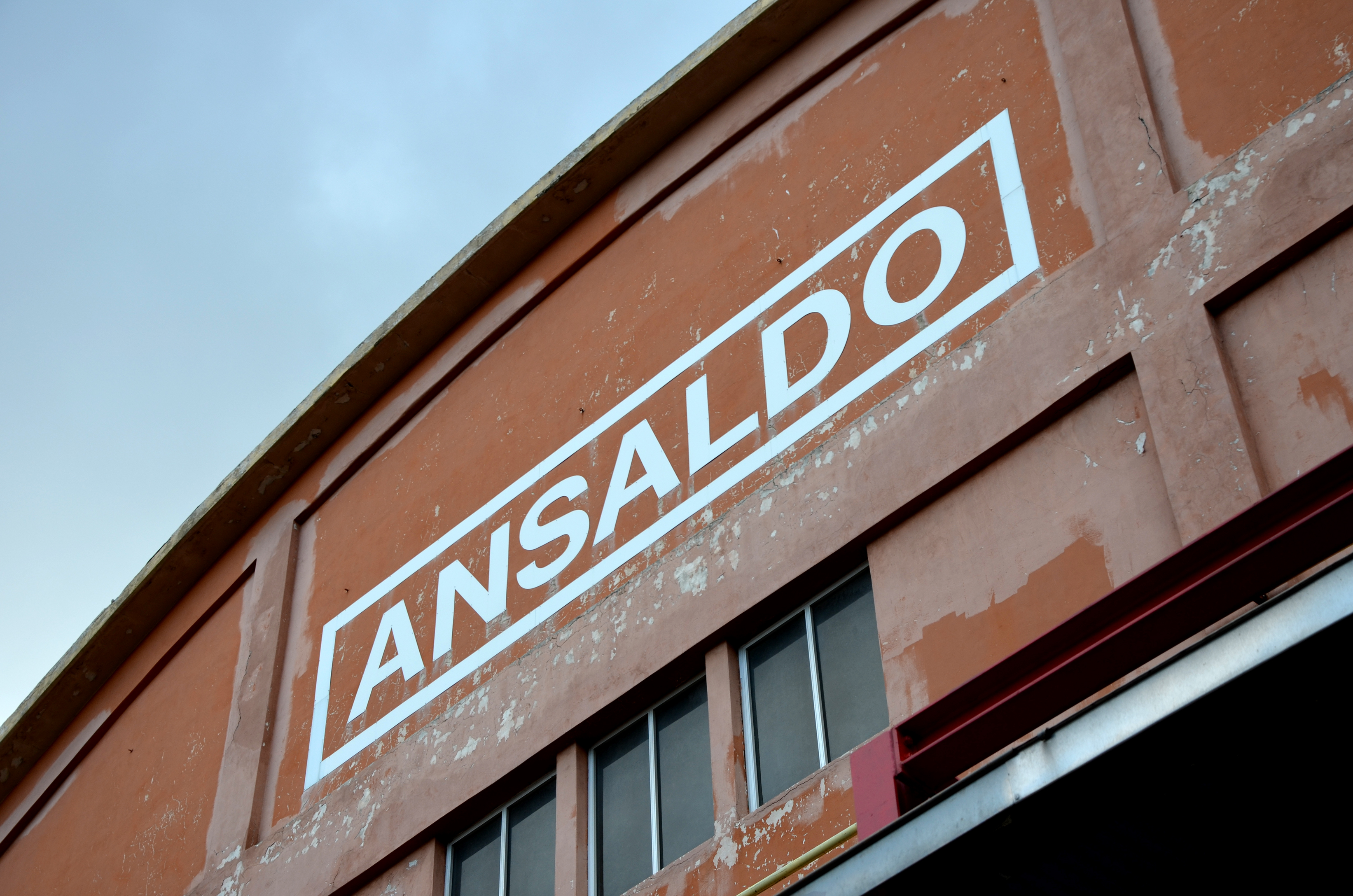
Insegna nello stabilimento di Genova dell'Ansaldo

Nel 1933 l'Istituto di Liquidazioni fu assorbito dal neonato Istituto per la Ricostruzione Industriale e così l'Ansaldo entrò nell'orbita dell'IRI, la cui gestione e riarmo permisero all'industria nuova vita e crescita.
La figura principale di questa rinascita e l'artefice della ridefinizione strutturale-organizzativa fu l'ing. Agostino Rocca, amministratore delegato della società dal 1935 alla fine della guerra. I cantieri navali varano corazzate da 35 000 tonnellate, mentre i tecnici, in collaborazione con la FIAT realizzarono dal 1935 i primi prototipi di carri armati italiani (sulla base dei trattori già prodotti) nello Stabilimento artiglierie di Genova,  (L40 e 75/18), e aerei (Fiat AS.1 e Fiat-Ansaldo A.120). Ansaldo presso l'arsenale di Napoli produsse anche cannoni come il 75/32 Mod. 1937.
Grazie alle commesse belliche la società registrò un'enorme crescita: nel 1939 Ansaldo contava 22 000 dipendenti, nel 1943 ben 35 000 ma alla fine della seconda guerra mondiale si riproposero i gravi problemi della riconversione.
L'IRI nel 1948 affidò la gestione delle società Ansaldo alla Società Finanziaria Meccanica (Finmeccanica) e con un decreto legge vennero scorporati dall'azienda il siderurgico, l'elettrotecnico e il ferroviario, mentre vennero accorpati i cantieri di Muggiano e Livorno.
Nel corso degli anni cinquanta e sessanta saranno operati dalla Finmeccanica numerosi interventi riorganizzativi, tra cui, nel 1966, il trasferimento delle attività navali all'Italcantieri di Trieste.
Dal 1966, l'impresa venne ristrutturata completamente dalla Finmeccanica.

Nel 1977 le aziende rimaste vennero raggruppate sotto la dizione Raggruppamento Ansaldo, che comprendeva, oltre al meccanico-nucleare e l'Asgen di Genova, l'Italtrafo, la SIMEP, la Breda termomeccanica e la Tecnosud.
A partire dalla fine degli anni Settanta, Ansaldo iniziò a promuovere un pionieristico dialogo tra arte e tecnologia per rinnovare l'immagine della società. Affidandosi al pittore e progettista ligure Rino Valido, instaurò una collaborazione estesa nel tempo che portò alla realizzazione di installazioni, pubblicazioni, cartellonistica e altre opere creative per le divisioni di Ansaldo Energia, Ansaldo Trasporti, Ansaldo Industria e l’Archivio Storico Ansaldo (oggi Fondazione Ansaldo).
Nel 1980 venne costituito il principale gruppo termo-elettromeccanico italiano, il più grande in Italia con i suoi 16 000 dipendenti.
Nel 1993 l'Ansaldo venne assorbita completamente nella Finmeccanica, che nel 2016 prenderà il nome di Leonardo-Finmeccanica,
Gli archivi si sono salvati in quanto affidati alla Fondazione Ansaldo.

## Aziende con il nome Ansaldo
Il nome "Ansaldo" permane presente nella ragione sociale di molte aziende costituite per scorporo o nelle quali è confluito qualche settore produttivo:
- Ansaldo Energia - Azienda specializzata nella costruzione di turbine a gas, turbine a vapore e alternatori per impieghi civili. È anche attiva nella progettazione e costruzione di centrali elettriche chiavi in mano. Ha sede a Genova.[21]
- Ansaldo Ricerche - Società nata nel 1987 dal raggruppamento di diversi enti di ricerca dell'Ansaldo e dalla NIRA (Nucleare Italiana Reattori Avanzati), si occupa di progetti di ricerca per conto delle società Ansaldo ed è impegnata in numerosi progetti di ricerca nazionali ed europei è componente del progetto Internazionale ITER (International Thermonuclear Experimental Reactor) sulla fusione nucleare.[22]
- Ansaldo Fuel Cells - Creata nel 2003 da uno spin-off di Ansaldo Ricerche e partecipata da Iritech, si occupa di celle a combustibile[23] con focus sulla tecnologia delle Cella a combustibile a carbonati fusi. Ha interrotto le attività nel 2009.
- Ansaldo Nucleare - Creata nel 1989 dalle società Ansaldo Meccanico Nucleare e NIRA, nel 1999 è stata incorporata in Ansaldo Energia e nel 2005 è diventata una società separata controllata al 100% da Ansaldo Energia. Ha sede a Genova ed uffici a Mosca e a Bucarest.[24]
- Ansaldo Green Tech - Ansaldo Green Tech nasce nel 2021 con focus sul business delle energie rinnovabili e la produzione di microturbine da 100 KW.
- AnsaldoBreda - Nata dalla fusione di Ansaldo Trasporti e Breda Costruzioni Ferroviarie; ha sedi a Napoli, Pistoia, Reggio Calabria e Palermo.[25]
- Hitachi Rail STS S.p.A. - ex Ansaldo STS - Società per azioni costituita nel 1995, operativa con l'attuale denominazione e struttura dal 2006 ed avente come attività quella di holding finanziaria a capo di un gruppo di società operanti nel settore dei sistemi di trasporto ferroviari e metropolitani. Ha sedi a Genova, Napoli, Piossasco e Tito.[26] Nel 2013 Ansaldo STS, Salini Impregilo, Bombardier, Nesma e Larsen & Toubro si sono aggiudicati una commessa dal valore di sei miliardi di euro per la realizzazione della Linea 3 della Metropolitana di Riyad: è la più grande commessa affidata a imprese italiane[27][28][29].
- Nidec ASI S.p.A. (ex Ansaldo Sistemi Industriali) - Ex società Leonardo-Finmeccanica (prima Finmeccanica) ceduta al gruppo giapponese Nidec, oggi porta il nome di Nidec ASI S.p.A. L'azienda è impegnata nella progettazione e costruzione di sistemi elettrici e di automazione, elettronica di potenza, motori e generatori per numerose applicazioni industriali. Con sede legale a Milano, l'azienda è presente anche a Genova, Montebello Vicentino, Monfalcone; mentre le sedi all'estero sono situate in Cina, Francia, Germania, Romania, Russia, USA, Giappone e Singapore.[30]
- Ansaldo Caldaie con sede a Gioia del Colle (Ba), produzione di generatori di vapore e centro ricerca combustione.[31]

## Produzione

Cannone da 120/50 Mod. 1926 nelle officine di Genova.

### Aerei
- Ansaldo A.1
- Ansaldo S.V.A.
- Ansaldo A.300
- Ansaldo AC.2
- Fiat-Ansaldo A.S.1
- Fiat-Ansaldo A.120

### Materiale ferroviario
Significative furono le realizzazioni dell'Ansaldo in ambito ferroviario. Le voci sui rotabili ferroviari costruiti nel corso degli anni negli stabilimenti Ansaldo possono essere consultati nelle categorie di seguito elencate.

### Navi
Di seguito solo elencate alcune tra le più importanti navi varate nel corso degli anni dai cantieri dell'Ansaldo.

#### Sommergibili
- N 1
- N 2
- N 3
- N 4

## Archivio
La documentazione relativa all'attività dell'Ansaldo dalla sua fondazione nel 1853 fino al 2002 è conservata presso la Fondazione Ansaldo - Archivio economico delle imprese liguri, nel fondo Ansaldo, che raccoglie la documentazione dell'omonima azienda e di quelle ad essa in vario modo collegate.